# Летни олимпийски игри
Летните олимпийски игри са най-голямото международно спортно събитие, в което спортисти от цял свят се състезават в различни спортове. Провеждат се на всеки 4 години.
Модерните олимпийски игри се подновяват през 1896 г., когато се провеждат I летни олимпийски игри в Атина.
Следващите олимпиади са:
- 1900 — II летни олимпийски игри в Париж
- 1904 — III летни олимпийски игри в Сейнт Луис
- 1906 — Неофициални летни олимпийски игри в Атина
- 1908 — IV летни олимпийски игри в Лондон
- 1912 — V летни олимпийски игри в Стокхолм
- 1916 — Поради Първата световна война не се провеждат VI летни олимпийски игри в Берлин.
- 1920 — VII летни олимпийски игри в Антверпен
- 1924 — VIII летни олимпийски игри в Париж
- 1928 — IX летни олимпийски игри в Амстердам
- 1932 — X летни олимпийски игри в Лос Анджелис
- 1936 — XI летни олимпийски игри в Берлин
- 1940 — Поради Втората световна война не се провеждат XII летни олимпийски игри в Токио/Хелзинки.
- 1944 — Поради Втората световна война не се провеждат XIII летни олимпийски игри в Лондон.
- 1948 — XIV летни олимпийски игри в Лондон
- 1952 — XV летни олимпийски игри в Хелзинки
- 1956 — XVI летни олимпийски игри в Мелбърн и Стокхолм
- 1960 — XVII летни олимпийски игри в Рим
- 1964 — XVIII летни олимпийски игри в Токио
- 1968 — XIX летни олимпийски игри в Мексико
- 1972 — XX летни олимпийски игри в Мюнхен
- 1976 — XXI летни олимпийски игри в Монреал
- 1980 — XXII летни олимпийски игри в Москва
- 1984 — XXIII летни олимпийски игри в Лос Анджелис
- 1988 — XXIV летни олимпийски игри в Сеул
- 1992 — XXV летни олимпийски игри в Барселона
- 1996 — XXVI летни олимпийски игри в Атланта
- 2000 — XXVII летни олимпийски игри в Сидни
- 2004 — XXVIII летни олимпийски игри в Атина
- 2008 — XXIX летни олимпийски игри в Пекин
- 2012 — XXX летни олимпийски игри в Лондон
- 2016 — XXXI летни олимпийски игри в Рио де Жанейро
- 2020 — XXXII летни олимпийски игри в Токио
- 2024 — XXXIII летни олимпийски игри в Париж
- 2028 — XXXIV летни олимпийски игри в Лос Анджелис